# Umri muški 3
Umri muški 3 (eng. Die Hard: With a Vengeance) je akcijski triler  Johna McTiernana iz 1995. s  Bruceom Willisom u ulozi detektiva Johna McClanea. To je treći nastavak akcijskog serijala Umri muški, a po prvi puta se pojavljuju Samuel L. Jackson kao Zeus Carver, Willisov slučajni partner, i Jeremy Irons kao glavni negativac, Peter Krieg.

## Radnja
Glavni negativac u ovom filmu je Peter Krieg (Jeremy Irons), brat Hansa Grubera (Alan Rickman, koji je, kao i Irons, bio  Englez koji glumi  Nijemca). Hans je bio njemački kriminalac kojeg je ubio njujorški policajac John McClane (Bruce Willis) na kraju prvog filma, Umri muški. Iako se na početku čini kako Krieg traži osvetu za bratovu smrt, kasnije se ispostavlja da su posrijedi drugi motivi.
Krieg počinje svoj krvavi pohod eksplozijom bombe u prometnoj ulici i kaže policiji, nazivajući se "Simon", da McClane mora odšetati u Harlem noseći tablu na sebi na kojoj piše "Mrzim crnčuge". Kad mu pištoljem zaprijeti jedan Afroamerikanac, pomaže mu crnački aktivist i trgovac Zeus Carver (Samuel L. Jackson). Carver sklanja McClanea, ne zato što se brine za njega, nego jer je svjestan da bi bijeli policajci krenuli u pohod ako jedan njihov završi mrtav. Simon sada zahtjeva da ovaj "Dobri Samaritanac" postane dio igre, htio on to ili ne.
Simon je diljem grada postavio prave i lažne bombe. Prisiljava McClanea i Carvera da počnu igrati igru zvanu "Simon says", koja se sastoji od toga da im daje informaciju o tome gdje su bombe koje oni moraju deaktivirati.
Igra počinje kod javne govornice. Simon im zadaje zagonetku koju moraju odgonetnuti kako bi deaktivirali bombu. Kad odgonetnu, trebaju nazvati 555 i odgovoriti u određenom roku ili će bomba eksplodirati. Srećom, Simon nije rekao "Simon Says" pa tu nije ni bilo bombe.
McClaneu je rečeno da ima pola sata da ode do govornice na stanici podzemne željeznice kod Wall Streeta. Kako bi došao na vrijeme, McClane uzima auto i prolazi kroz Central Park. Naziva hitnu službu kako bi mu ambulantna kola pomogla kroz gradsku gužvu. McClane uspijeva ući u vlak u podzemnoj željeznici u kojem je skrivena bomba. Otkida je sa zida i baca kroz prozor. Samo Zeus stiže do govornice. Simon mu kaže da tu mora biti i McClane. Još jedna bomba eksplodira.
Za sljedeću bombu moraju upotrijebiti bidone od 3 galona i 5 galona kako bi usuli točno 4 galona vode da bi dekativirali bombu u aktovci. Deaktivirana aktovka pojavljuje se i poslije.
Slijedeća zagonetka koju McClane i Carver moraju riješiti je "Što je 21 od 42?". Zeus shvaća kako su bila 42 predsjednika Sjedinjenih Država, ali ne može se sjetiti tko je bio 21. Kasnije, vozač kamiona kaže McClaneu da je to bio Chester A. Arthur, kako se zove i škola u koju je Simon navodno postavio bombu. Međutim, Simon ih je prevario i policija ne pronalazi bombu.
Policija je dotada mislila kako je sve to prenapuhani čin osvete. Ali, zapravo, je to samo diverzija koja je trebala skrenuti pozornost s pravog Simonovog cilja: pljačku rezervi iz skladišta Federalne banke rezervi u New Yorku, u kojoj je spremljeno zlato više zemalja, a ima ga više nego u Fort Knoxu. Policija i ostale agencije zauzete su pretraživanjem tisuća škola u New Yorku. To omogućava Simonu i njegovim istočnoeuropskim plaćenicima da provale u trezor i pobjegnu s tucetom kamiona za otpad napunjenih zlatnim šipkama.
McClane i Carver konačno shvaćaju plan i sukobljavaju se s bandom dok ovi utovaraju plijen na brod. Dvojac je zarobljen i ostavljen na brodu s ogromnom bombom. U ovom trenutku javljaju se i osjećaji kod McClanea, koji Carveru priznaje da je se opet udaljio od žene, a Carver ga nagovara da je barem nazove.
Uspijevaju pobjeći trenutak prije nego što je brod eksplodirao. Simon ih je ostavio u uvjerenju da je plijen još na brodu te da je cilj svega uzdrmati svjetsku ekonomiju. Međutim, McClane shvaća kako je to samo još jedna diverzija i da je zlato spremljeno na sigurno. Kako pati od užasne glavobolje cijeli dan, McClane je uspio dobiti bočicu aspirina od samog Simona. Carver ga je uspio uvjeriti i McClane konačno naziva suprugu. Kako se poziv spaja, McClane uzima jednu tabletu i pogleda naljepnicu na kutiji: otkriva kako su tablete proizvedene u Quebecu. McClane je prisiljen ostaviti telefon kako bi se dao u potjeru za Simonom, pa ostavlja ženu čekajući na vezi. Tragovi ih vode do skladišta u  Kanadi gdje su Simon i njegova banda odnijeli zlato. Tamo je Simonovu bandu uhvatila kanadska policija, a Simon iz helikoptera napada McClanea i Carvera. U konačnom obračunu McClane prisiljava helikopter da se spusti i upućuje zadnji hitac koji je poslao Simona k njegovom pokojnom bratu.

## Adaptacija
- Film je nastao po scenariju Jonathana Hensleigha, originalno nazvanog Simon Says koji je trebao biti korišten kao predložak za akcijski film  Brandona Leeja, zatim je razmatran za četvrti nastavak  Smrtonosnog oružja. Prva polovica Umri muški 3 je gotovo identična scenariju, a pljačka je dodana kako bi film izgledao kao i prethodnici. Originalni plan je bio da razbojnici provale u muzej Metropolitan. Ideja nije prošla, ali se pojavljuje u drugom filmu Johna McTiernana, Afera Thomasa Crowna.

- Umri muški 3 bio je prvi iz serijala čija se radnja ne odvija za vrijeme božićnih praznika (iako se par puta spominju Djed Mraz i Božić) i prvi u kojem se McClane pojavljuje kao aktivni policajac sa značkom. Osim toga, zanimljivo je i to da po prvi put skoro kroz cijeli film ima partnera, Zeusa Carvera. U Umri muški narednik Powell je pomagao McClaneu, ali su se sreli tek pred kraj filma. U Umri muški 2 u prvoj polovici pomoćnik mu je bio kontrolor zračnog prometa, a u drugoj polovici ga zamjenjuje kućepazitelj. I treći nastavak slijedi isti obrazac, jer se partner pojavljuje nakon terorističke prijetnje, a uvučen je u radnju zbog McClaneovih postupaka.

## Zarada
Objavljen 19. svibnja 1995., film je u prvom vikendu zaradio 22 milijuna dolara, i 100 milijuna ukupno u Americi. Pokazao se kao veći hit na inozemnom tržištu, nadmašivši najuspješniji američki film te godine, Batman zauvijek, zaradivši 261 milijun dolara izvan Amerike. Ukupno je to 361,212,499 dolara. Završio je na drugom mjestu najuspješnijih filmova 1995., iza filma Toy Story sa 746 milijuna dolara.

## Zanimljivosti
- Na komentaru s DVD-a, scenarist Jonathan Hensleigh rekao je kako mu je priča pala na pamet kad je razmišljao što bi se dogodilo da se jedan od njegovih prijatelja iz djetinjstva, kojeg je pogodio kamenom, odlučio osvetiti kao odrastao.
- Glavni protagonist iz Hensleighova scenarija Simon Says bio je njujorški policajac Alex Bradshaw, a lik koji je postao Zeus Carver bila je žena. Filmski studio je tražio od Hensleigha da promijeni Zeusovu rasu iz crne u bijelu ili mongoloidnu.
- Film je sniman pod radnim nazivom Umri muški: New York.
- Kako bi izbjegli nerede tijekom snimanja scena u Harlemu, na ploči koju nosi McClane je zapravo pisalo "Mrzim sve". Riječ "crnčuge" je dodana tijekom post-produkcije, iako se nepromijenjena verzija ponekad koristi u televizijskim prikazivanjima.
- Redatelj McTiernan je rekao kako se budući potpredsjednik Dick Cheney pojavljuje u epizodnoj ulozi.
- Većina filma snimljena je u Charlestonu, Južna Karolina, uključujući i scene u podzemnoj željeznici (koje su snimane na setu) i scene na mostu (koje su snimane na mostu Cooper).
- U jednoj sceni John McClane odgovara "Pušim cigarete i gledam Kapetana Klokana" na Zeusovo pitanje. Ovo je refren pjesme "Flowers on the Wall" The Statler Brothersa. Pjesmu pjevuši i Bruce Willis u filmu Pakleni šund, u kojem su on i Samuel L. Jackson ostvarili značajne uloge.
- Igra Simon Says, gdje McClane i Zeus putuju kroz grad kako bi se javili na govornici ili će Simon nešto dignuti u zrak, slična je motivu iz filma Prljavi Harry, gdje detektiv Callahan putuje po  San Franciscu u potrazi za Škorpionom. Mora doći do govornice u određenom vremenu ili će Škorpion ubiti djevojku koju je oteo.
- U sceni s kraja filma, dok se Simon i njegova ekipa spremaju napustiti SAD sa zlatom, netko kaže da će kamioni biti spremni za "...zwanzig Minuten", dvadeset minuta, na  njemačkom. Međutim, u engleskim titlovima piše "deset minuta". To bi i bilo točno da je rečeno "zehn Minuten".

## Vanjske poveznice
- Umri muški 3 u internetskoj bazi filmova IMDb-a